# Parijs-Roubaix 1990
De 88e editie van Parijs-Roubaix werd verreden op 8 april 1990. Deze 265,5 km lange editie werd gewonnen door Eddy Planckaert in een tijd van 7u37'02", na een millimeterspurt tegen de Canadees Steve Bauer. Op het eerste gezicht was er totaal geen verschil te zien, waardoor de finishfoto uitsluitsel moest brengen. Planckaert heeft daarmee het record beet als winnaar met het kleinste verschil ooit.

## Uitslag
| rang | renner                  | land        | tijd     |
| ---- | ----------------------- | ----------- | -------- |
| 1    | Eddy Planckaert         | België      | 7u37'02" |
| 2    | Steve Bauer             | Canada      | z.t.     |
| 3    | Edwig Van Hooydonck     | België      | z.t.     |
| 4    | Martial Gayant          | Frankrijk   | z.t.     |
| 5    | Jean-Marie Wampers      | België      | op 3"    |
| 6    | Gilbert Duclos-Lassalle | Frankrijk   | z.t.     |
| 7    | Thomas Wegmüller        | Zwitserland | op 7"    |
| 8    | Adrie van der Poel      | Nederland   | op 10"   |
| 9    | Rudy Dhaenens           | België      | z.t.     |
| 10   | John Talen              | Nederland   | z.t.     |

1896 · 
1897 · 
1898 · 
1899 · 
1900 · 
1901 · 
1902 · 
1903 · 
1904 · 
1905 · 
1906 · 
1907 · 
1908 · 
1909 · 
1910 · 
1911 · 
1912 · 
1913 · 
1914 · 
1915 · 
1916 · 
1917 · 
1918 · 
1919 · 
1920 · 
1921 · 
1922 · 
1923 · 
1924 · 
1925 · 
1926 · 
1927 · 
1928 · 
1929 · 
1930 · 
1931 · 
1932 · 
1933 · 
1934 · 
1935 · 
1936 · 
1937 · 
1938 · 
1939 · 
1940 · 
1941 · 
1942 · 
1943 · 
1944 · 
1945 · 
1946 · 
1947 · 
1948 · 
1949 · 
1950 · 
1951 · 
1952 · 
1953 · 
1954 · 
1955 · 
1956 · 
1957 · 
1958 · 
1959 · 
1960 · 
1961 · 
1962 · 
1963 · 
1964 · 
1965 · 
1966 · 
1967 · 
1968 · 
1969 · 
1970 · 
1971 · 
1972 · 
1973 · 
1974 · 
1975 · 
1976 · 
1977 · 
1978 · 
1979 · 
1980 · 
1981 · 
1982 · 
1983 · 
1984 · 
1985 · 
1986 · 
1987 · 
1988 · 
1989 · 
1990 · 
1991 · 
1992 · 
1993 · 
1994 · 
1995 · 
1996 · 
1997 · 
1998 · 
1999 · 
2000 · 
2001 · 
2002 · 
2003 · 
2004 · 
2005 · 
2006 · 
2007 · 
2008 · 
2009 · 
2010 · 
2011 ·
2012 · 
2013 ·
2014 ·
2015 ·
2016 ·
2017 ·
2018 ·
2019 ·
2020 · 
2021 · 
2022 · 
2023 · 
2024 · 
2025